# Faramea erythrocarpa
Faramea erythrocarpa är en måreväxtart som beskrevs av August Heinrich Rudolf Grisebach. Faramea erythrocarpa ingår i släktet Faramea och familjen måreväxter.
Artens utbredningsområde är Kuba. Inga underarter finns listade i Catalogue of Life.